# الفرعة (شقراء)
الفرعة، هي قرية من فئة (ب) تقع في محافظة شقراء، والتابعة لمنطقة الرياض في السعودية. وتبعد الفرعة عن محافظة شقراء بمسافة تقارب () كم.